# Die Überfluteten
Die Überfluteten (Los inundados) ist ein argentinischer Filmklassiker aus dem Jahr 1961 von Fernando Birri.

## Handlung
Die Familie Gaitán – Vater Dolorcito, Mutter Óptima, die halbwüchsige Tochter Pilar und ihre Geschwister – hausen in Wellblechhütten in einer ärmlichen Siedlung am Rande von Santa Fé. Wie jedes Jahr hat der Río Salado das Gebiet wieder überschwemmt, so dass man in der flachen Ebene knietief im Wasser watet. Die Stadtbehörden schicken Lastwagen, die die Betroffenen mit ihrem wenigen Hab und Gut auf einen Feldplatz inmitten Santa Fés bringen.
In wenigen Tagen finden Wahlen statt, angetreten sind die „Accion popular“ und der „Populismo democratico“. Die Stadtregierung besteht aus unfähigen, korrupten Bürokraten, die wohlfeile Reden halten, bevor sie Hilfsgüter verteilen. Die Gaitáns durchschauen, dass es den Politikern nur kurzfristig um ihre Stimme geht. Nach dem Wahlsieg ihrer bevorzugten Partei feiern die Inundados, wie die Überfluteten genannt werden, ausgelassen. Pilar verliebt sich in den Burschen Raul, der ihr die Jungfräulichkeit nimmt. Dolorcito lehnt gut bezahlte Arbeitsangebote ab; er ist der Ansicht, als Inundado habe er Anspruch auf Unterstützung. Zwei Tage später kommt der Räumungsbefehl. Während die meisten Familien sich abtransportieren lassen, bleiben die Gaitáns in dem Viehwaggon, den sie bewohnen. Sie betten sich zur Nacht. Überrascht stellen sie am nächsten Morgen fest, dass der Waggon durch die Landschaft rollt. Es liegt ein Behördenirrtum vor, man entkoppelt ihren Waggon vom Zug und stellt sie in einem kleinen Provinzort ab. Die Bewohner versorgen sie mit Nahrung und Genussmitteln. Mutter und Vater genießen es, nicht arbeiten zu müssen. Als die Behörden ihre verlorene Akte wiederfinden, fahren sie nach Santa Fé zurück und beziehen wieder Quartier in der Randsiedlung.

## Auszeichnungen
- Bei den Internationalen Filmfestspielen von Venedig 1962 wurde Fernando Birri für den Goldenen Löwen nominiert und mit dem Preis für das Beste Erstlingswerk ausgezeichnet.

## Kritik
„Der mehrfach preisgekrönte erste Spielfilm des argentinischen Filmemachers, Malers und Dichters Fernando Birri offenbart mit seiner Mischung aus Poesie, Melancholie und Humor den Einfluß des italienischen Neorealismus.“